# Le Fils de Kid Roberts
Pour les articles homonymes, voir On Your Toes.
Pour plus de détails, voir Fiche technique et Distribution.
Le Fils de Kid Roberts (titre original : On Your Toes) est un film américain réalisé par Fred C. Newmeyer, sorti en 1927.

## Fiche technique
- Titre original : On Your Toes
- Réalisation : Fred C. Newmeyer
- Scénario : Pierre Couderc, James D. Davis, Albert DeMond, Gladys Lehman, Earle Snell
- Producteurs : Carl Laemmle
- Photographie : Ross Fisher
- Production : Universal Pictures
- Distributeur :Universal Pictures
- Durée : 60 minutes (6 bobines)[1]
- Date de sortie : 27 novembre 1927

## Distribution
- Reginald Denny : Elliott Beresford
- Barbara Worth : Mary Sullivan
- Hayden Stevenson : Jack Sullivan
- Frank Hagney :Mello
- Mary Carr :	Grand-mère
- Gertrude Howard : Mammy
- George West : Mose